# Kepler-546b
Kepler-546b es un planeta extrasolar que forma parte de un sistema planetario formado por, al menos, un planeta. Orbita la estrella denominada Kepler-546. Fue descubierto en el año 2016 por la sonda Kepler por medio de tránsito astronómico.